# Gestion des ressources électroniques
Pour les articles homonymes, voir Gestion des ressources (homonymie) et ERM.
La Gestion des ressources électroniques ou en anglais Electronic resource management (ERM) correspond aux pratiques et aux techniques utilisées par les bibliothécaires et le personnel des bibliothèques pour suivre la sélection, l'acquisition, l'octroi de licences, l'accès, l'entretien, l'utilisation, l'évaluation, la conservation et la désélection des ressources d'information électronique d'une bibliothèque. Ces ressources comprennent, sans toutefois s'y limiter, les revues électroniques, les livres électroniques, les médias en streaming, les bases de données bibliographiques, les jeux de données, les CD-ROMs et les logiciels.
Les ERM sont apparus au début des années 2000 pour pallier les difficultés de gestion des ressources électroniques dans les outils habituels des bibliothèques (SIGB). Les sociétés proposent généralement un lien étroit avec leur SIGB, pour permettre l'interrogation de la base de ressources électroniques dans l'OPAC.

## Historique
Après l'avènement de la Révolution numérique, les bibliothèques ont commencé à intégrer des ressources d'information électroniques à leurs collections et services. L'inclusion de ces ressources était motivée par les valeurs fondamentales de la bibliothéconomie, telles qu'exprimées par les cinq lois de Raganathan en bibliothéconomie, en particulier la conviction que les technologies électroniques rendaient l'accès à l'information plus direct, pratique et opportun. Toutefois, à la fin des années 1990, il est devenu évident que les techniques utilisées par les bibliothécaires pour gérer les ressources matérielles n'étaient pas bien transférées sur le support électronique. En janvier 2000, la Digital Library Federation (DLF) a mené une enquête informelle visant à identifier les principaux défis auxquels font face les bibliothèques de recherche en matière d'utilisation des technologies de l'information. L'enquête a révélé que le développement des collections numériques était considéré comme la plus grande source d'anxiété et d'incertitude chez les bibliothécaires, et que les connaissances concernant le traitement des ressources électroniques étaient rarement partagées en dehors des bibliothèques individuelles. Par conséquent, la Digital Library Federation a créé l'Initiative sur les pratiques de recouvrement et commandé trois rapports dans le but de documenter les pratiques efficaces de gestion des ressources électroniques.
Dans son rapport de 2001 intitulé Selection and Presentation of Commercially Available Electronic Resources, Timothy Jewell, de l'Université de Washington, a parlé des techniques de gestion locales et ad hoc utilisées par les bibliothèques universitaires pour l'acquisition, la concession de licences et l'activation des ressources électroniques. Il a conclu que "les systèmes et logiciels de gestion de bibliothèque existants manquent de fonctionnalités et de fonctionnalités importantes" pour suivre les ressources électroniques et que "des efforts coordonnés pour définir les besoins et établir des normes pourraient s'avérer d'un grand avantage".

## Différents types d'ERM

### ERMS Couperin
À partir de 2007, le consortium COUPERIN a travaillé sur la question des ERM. Un premier pilote a été mené avec le produit de la société Serials Solutions à partir de septembre 2010. Il a finalement été décidé en juin 2011 d'abandonner le projet sous sa forme originale.

### ERM libres

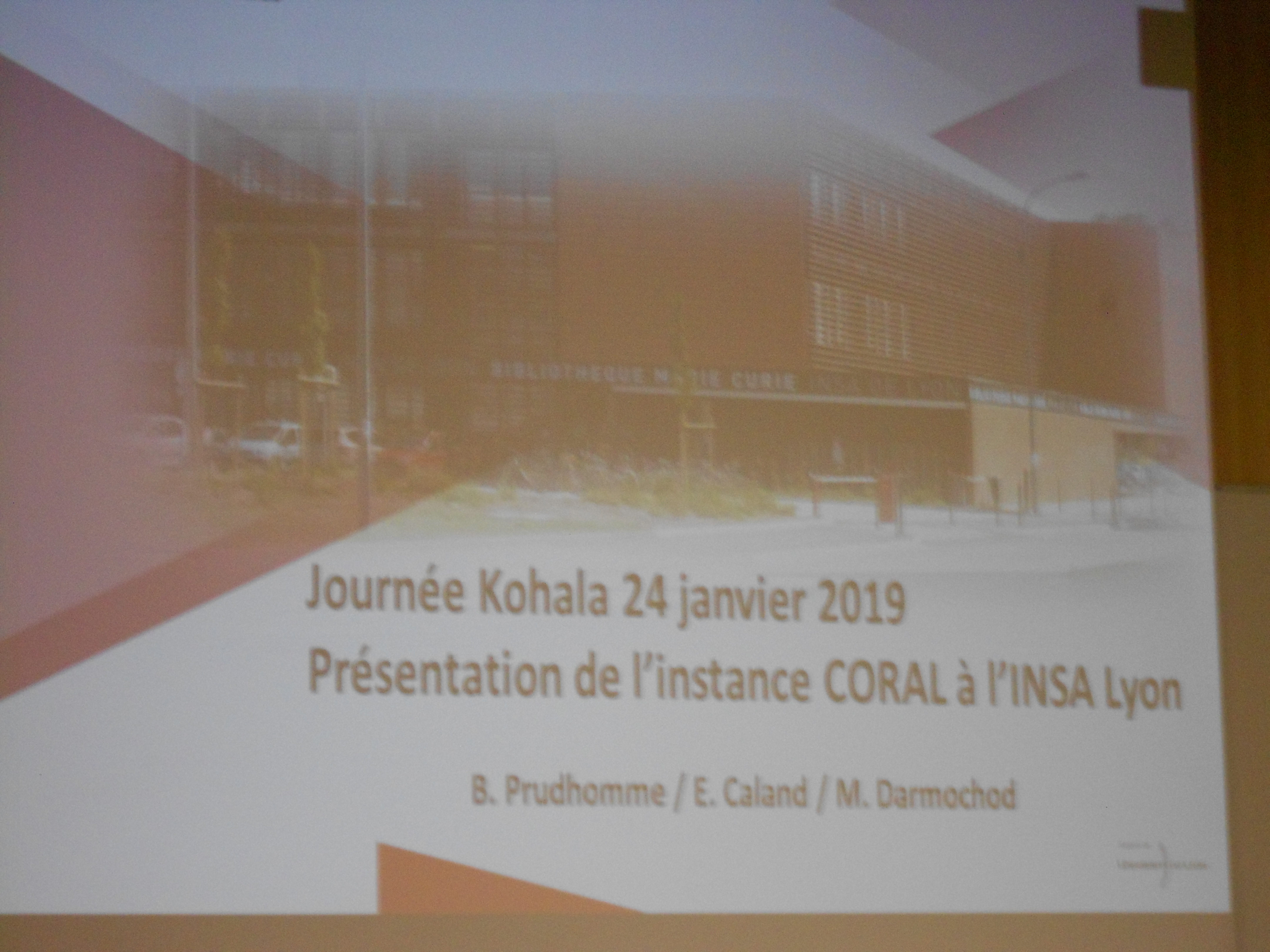
Présentation de l'ERM Coral à la Journée Koha 2019 à l'ENSSIB

- CORAL, software opensource (sous licence GPL v. 3) collaboratif, développé depuis 2010 par les bibliothèques Hesburgh de l'Université Notre Dame, Indiana, Etats-Unis. Cet ERM permet une interopérabilité avec Koha pour partager les données bibliographiques ainsi que les données d’abonnement et budgétaires[1].

### ERM commerciaux
- EBSCONET ERM Essentials d'EBSCO
- Verde d'Ex-Libris
- ERM d'Innovative
- 360 resources manager de Serials Solution
- Meridian d'Endeavour (racheté par Ex-Libris en 2006, plus commercialisé ni développé)

- Voir une liste détaillée sur le site de Couperin.

### Les ERM dans les établissements français
| Nom de l'établissement        | Nom de l'ERM              | Année de mise en production | Année d'abandon | Installation et développement | Commentaires |
| ----------------------------- | ------------------------- | --------------------------- | --------------- | ----------------------------- | ------------ |
| SCD de l'ENS Ulm-Jourdan      | ERM Innovative Interfaces | 2013?                       | ...             | partie d'un ensemble d'outils | -            |
| SCD de l'Université de Lyon 1 | CORAL                     | 2016                        | ...             | via la société Biblibre       | -            |